# 尤里·别列祖茨基
尤里·尼古拉耶维奇·别列祖茨基（羅馬化：Yuriy Nikolayevich Berezutskiy；1956年8月8日—）是俄罗斯政治人物，第七届国家杜马议员。
1978年，他毕业于哈巴罗夫斯克铁路运输工程学院，获得电气工程学位。1987年，他在莫斯科铁路运输工程学院进行了论文答辩。2000年12月，他当选哈巴洛夫斯克市杜马议员。2004年，他连任杜马议员一职。2006年7月31日，哈巴罗夫斯克边疆区通过了一项地区法律，设立了人权专员一职。同年9月27日，别列祖茨基被任命为该区人权专员，任期直至2016年。2016年，他被统一俄罗斯党提名为第七届国家杜马议员。